# La Puebla
La Puebla és una concentració de població designada pel cens dels Estats Units a l'estat de Nou Mèxic. Segons el cens del 2000 tenia 1.296 habitants.

## Demografia
Segons el cens del 2000, La Puebla tenia 1.296 habitants, 492 habitatges, i 340 famílies. La densitat de població era de 209,4 habitants per km².
Dels 492 habitatges en un 40,9% hi vivien nens de menys de 18 anys, en un 49,4% hi vivien parelles casades, en un 14% dones solteres, i en un 30,7% no eren unitats familiars. En el 22,2% dels habitatges hi vivien persones soles el 5,3% de les quals corresponia a persones de 65 anys o més que vivien soles. El nombre mitjà de persones vivint en cada habitatge era de 2,63 i el nombre mitjà de persones que vivien en cada família era de 3,15.
Per edats la població es repartia de la següent manera: un 29,9% tenia menys de 18 anys, un 8,5% entre 18 i 24, un 32,3% entre 25 i 44, un 21,4% de 45 a 60 i un 8% 65 anys o més.
L'edat mediana era de 34 anys. Per cada 100 dones de 18 o més anys hi havia 98,9 homes.
La renda mediana per habitatge era de 29.107 $ i la renda mediana per família de 34.833 $. Els homes tenien una renda mediana de 30.741 $ mentre que les dones 26.964 $. La renda per capita de la població era de 16.582 $. Aproximadament el 10,3% de les famílies i el 18,1% de la població estaven per davall del llindar de pobresa.

## Poblacions més properes
El següent diagrama mostra les poblacions més properes.